# Repubblica di Eleusi
La repubblica oligarchica di Eleusi fu uno stato creato dalla pacificazione imposta dal re di Sparta Pausania nel settembre 403 a.C., che pose fine alla guerra civile ateniese, e riassorbito dall'Atene democratica circa due anni dopo, nel 401 a.C., grazie all'uccisione a tradimento dei suoi principali governanti.

## Antefatto
I Trenta tiranni, insediatisi ad Atene nell'estate 404 a.C., a partire dall'inverno 404/403 cominciarono ad essere osteggiati militarmente da un gruppo di democratici guidati da Trasibulo, che presero il controllo della fortezza di File (vedi Battaglia di File).
A quel punto i Trenta, temendo l'avanzata dei ribelli, decisero di prepararsi come potenziale rifugio Eleusi. Aiutati dai cavalieri a loro fedeli procedettero quindi ad un falso censimento dei cittadini e, con questa scusa, li catturarono; poi Crizia, il capo dei Trenta, esortò i Tremila (l'insieme di coloro che avevano diritti politici, scelti dai Trenta) e i cavalieri a votare affinché fossero messi a morte, e così gli Eleusini furono uccisi.
Dopo la battaglia di Munichia, nella quale i democratici vinsero e Crizia rimase ucciso, i Tremila deposero i Trenta, che si ritirarono ad Eleusi, dove rimasero fino alla fine della guerra civile, elessero dieci nuovi magistrati al loro posto.

## Creazione
Dopo Munichia intervenne nella guerra il re di Sparta Pausania, che, dopo aver sconfitto i democratici in battaglia, impose una pacificazione le cui clausole (settembre 403, sotto l'arcontato di Euclide), formulate assieme a quindici altri delegati spartani, sono riportate da Aristotele (e, con dei tagli, anche da Senofonte).
1. Tutti gli Ateniesi che vogliono hanno pieno diritto di trasferirsi ad Eleusi.
2. Il santuario di Eleusi è in comune tra Eleusini e Ateniesi.
3. Non è consentito trasferirsi da Eleusi ad Atene e viceversa, tranne durante le celebrazioni dei misteri eleusini.
4. Gli Eleusini devono pagare un tributo alla cassa federale della lega peloponnesiaca[10] come gli Ateniesi.
5. Gli Ateniesi che si trasferiscono ad Eleusi e prendono lì una casa devono avere il consenso del proprietari, altrimenti ciascuna delle due parti nomina tre esperti e questi decidono il prezzo della casa.
6. Gli Eleusini originari possono continuare a vivere ad Eleusi.
7. Gli Ateniesi che vogliono andare ad Eleusi possono andarvi entro dieci giorni dal giorno del giuramento più altri venti entro i quali partire, e gli stessi giorni valgono anche per coloro che non erano ad Atene, contandoli a partire dal giorno del loro rientro.
8. Gli Eleusini non possono ricoprire magistrature ad Atene, a meno che non vi si ritrasferiscano.
9. Coloro che hanno compiuto colle proprie mani reati di sangue, uccidendo o ferendo qualcuno, devono essere processati secondo le leggi tradizionali.
10. Tutti gli altri vengono perdonati, ad eccezione dei Trenta, i Dieci (loro successori), gli Undici (incaricati delle condanne a morte sotto i Trenta) e i Dieci (responsabili del Pireo sotto i Trenta), che per essere perdonati devono sottoporsi ad un procedimento di rendiconto, dopo il quale possono anche loro trasferirsi ad Eleusi.

Di conseguenza, Eleusi viene costituita ufficialmente stato indipendente, nonché rifugio legale per tutti coloro che non vogliono restare in un'Atene nuovamente democratica.
Nulla si sa del periodo in cui Eleusi fu indipendente, circa due anni (dal 403 al 401); lo storico Luciano Canfora ipotizza che in questo periodo lo stesso Senofonte ci abbia vissuto.

## Dissoluzione
Riguardo alla fine della repubblica di Eleusi, avvenuto nel 401 (sotto l'arcontato di Xeneneto) secondo Aristotele, i resoconti sono due: quello di Senofonte e quello che secondo Canfora fa capo a Teopompo, dal quale deriverebbe da un lato Diodoro, tramite Eforo, e dall'altro Trogo; questo secondo filone colloca questi fatti nel 403, non nel 401, il che secondo Canfora è certamente errato.
Senofonte racconta:
(Senofonte, II, 4, 43.)
Secondo Canfora è del tutto inverosimile che gli Eleusini arruolassero mercenari.
Anche Isocrate e Lisia, contemporanei dei fatti, riportano il massacro degli oligarchi, ma entrambi lo presentano come necessario; inoltre, Isocrate non menziona neanche il fatto che fu a tradimento, mentre Lisia, in un discorso contro uno dei Trenta, Eratostene, giustifica l'agguato con tutte le malefatte compiute dai Trenta, elencate per convincere i giudici a condannare l'accusato. Aristotele, invece, usa la generica formula "si misero d'accordo anche con quelli di Eleusi" per indicare il fatto; molto simile l'accenno fatto alla stessa vicenda da Platone nel Menesseno, che recita "Oh, con quale moderazione posero fine al conflitto con quelli di Eleusi!".
La versione di Pompeo Trogo, riportata da Marco Giuniano Giustino, è totalmente diversa e mistificata:
(Giustino, Epitome di Trogo, V, 10, 8-9.)